# Col de Girabal
Le col de Girabal est situé sur la crête sommitale du massif de Tabe dans les Pyrénées françaises, à l'altitude de 1 996 m, dans le département de l'Ariège en région Occitanie.

## Géographie

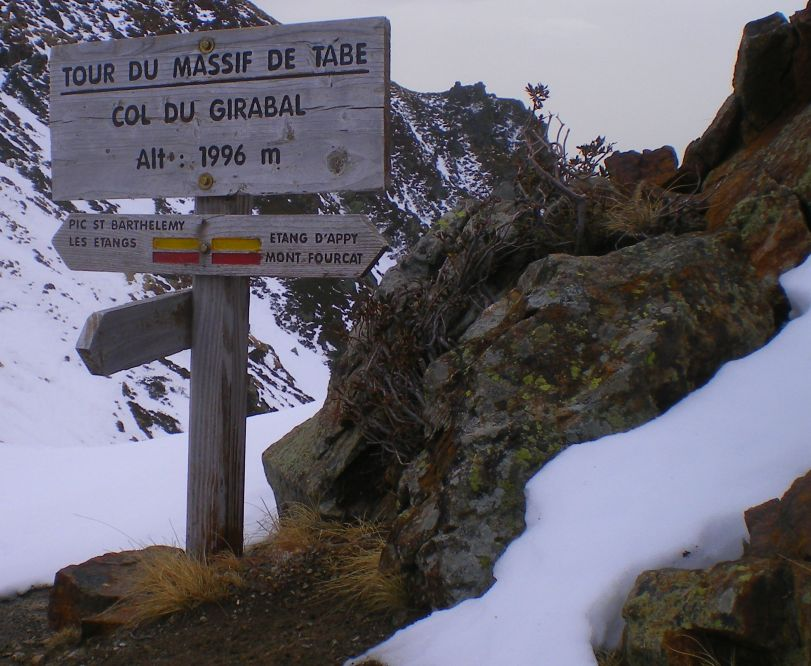
Le col de Girabal

Ce col pédestre sépare le pic de Girabal, à l'ouest, du pic de Saint-Barthélemy, à l'est. Au nord du col, on trouve la Font de la Lauzate, et, en ruine, les orris de la Lauzate. Au sud du col se trouve le vallon de Sédars,  avec la Font de Girabal.

## Histoire
Ce col faisait partie de la frontière historique entre les États de Languedoc et le comté de Foix.